# سفارة كوريا الجنوبية في اليونان
سفارة كوريا الجنوبية في اليونان هي أرفع تمثيل دبلوماسي لدولة كوريا الجنوبية لدى اليونان. تقع السفارة في أثينا وهي تهدف لتعزيز المصالح الكورية جنوبية في اليونان.

## وصلات خارجية
- قائمة سفارات كوريا الجنوبية
- قائمة السفارات في اليونان